# 波面黃魴鮄
輪頭魴鮄又名波面黃魴鮄或鈍頭黃魴鮄，為輻鰭魚綱鮋形目黃魴鮄科的其中一種。

## 分布
本魚分布日本、台灣及菲律賓附近海域。

## 深度
水深20至70公尺。

## 特徵
頭寬扁，兩側具有凹突，突出部分扁平而寬大，上頜有一絨毛齒帶，下頜無齒，擁有七對鬚。體呈橘紅色；背鰭具黑緣，胸鰭的薄膜有三個不規則黑斑。本魚體長約30公分。

## 生態
本魚平時靜伏於海底，並利用眼眶前骨挖掘泥土，再利用頜下的鬚尋找食物，以底棲生物為主要食物。

## 經濟利用
多作為魚粉用。